# MTV Millennial Awards 2020 (Brasil)
A 3.ª edição dos Prêmios MTV Miaw foi realizada nos Estúdios Quanta, em São Paulo, em 24 de setembro de 2020. Foi apresentada por Bruna Marquezine e Manu Gavassi. Devido a pandemia de COVID-19, a cerimônia foi realizada sem plateia. Esta foi a primeira cerimônia do MTV Miaw que foi transmitida ao vivo.
A lista de indicações foi divulgada em 20 de agosto de 2020: Anitta, Emicida, Ludmilla e Luísa Sonza concorreram ao maior número de indicações da noite, com cinco indicações cada. As mais premiadas da noite foram Anitta, Bianca Andrade, Lady Gaga e Manu Gavassi, com dois prêmios cada.

## Apresentações
| Artista                                   | Canção                                         |
| ----------------------------------------- | ---------------------------------------------- |
| Luísa Sonza Vitão MC Zaac                 | "Braba" "Toma" "Flores"                        |
| Ludmilla                                  | "Amor Difícil" "Invocada" Verdinha"            |
| Anitta Cardi B Myke Towers                | "Me Gusta"                                     |
| Pedro Sampaio Pocah Tati Zaqui            | "Depois da Quarentena" "Surtada" "Sentadão"    |
| Djonga                                    | "O Cara de Óculos" "Otopatama" "Olho de Tigre" |
| Giulia Be                                 | "Se Essa Vida Fosse um Filme"                  |
| Manu Gavassi Gloria Groove Lucas Silveira | "Deve Ser Horrível Dormir Sem Mim"             |
| Agnes Nunes Luan Santana                  | "Asas"                                         |
| Pabllo Vittar                             | "Amor de Que"                                  |

## Vencedores e indicados
Os vencedores estão em primeiro e listados em negrito.
|  | Indica o ganhador dentro de cada categoria. |

| Ícone Miaw | Clipão da P#rr@ |
| --- | --- |
| - Manu Gavassi - Atila Iamarino - Babu Santana - Emicida - Felipe Neto - Ludmilla - Maisa Silva - Pabllo Vittar | - "Áudio de Desculpas" — Manu Gavassi - "Calendário" — Anavitória - "Eu Vou" — Hot e Oreia (com part. de Djonga) - "Silêncio" — Emicida - "Verdinha" — Ludmilla - "Amor de Que" — Pabllo Vittar - "Partilhar" — Rubel e Anavitória - "Diaba" — Urias |
| Hino do Ano | Feat. Nacional |
| - "Amor de Que" — Pabllo Vittar - "Braba" — Luísa Sonza - "Desce pro Play (Pa, Pa, Pa)" — MC Zaac (com part. de Anitta e Tyga) - "Menina Solta" — Giulia Be - "Pupila" — Vitor Kley e Anavitória - "Sentadão" — Pedro Sampaio (com part. de Felipe Original e JS o Mão de Ouro) - "Surtada (Remix Brega Funk)" — Dadá Boladão, Tati Zaqui (com part. de OIK) - "Verdinha" — Ludmilla | - "Combatchy" — Anitta (com part. de Lexa, Luísa Sonza & MC Rebecca) - "Desce pro Play (PA PA PA)" — MC Zaac (com part. de Anitta e Tyga) - "Eterna Sacanagem" — Jottapê, Kevinho e MC Kekel - "Flores" — Vitão e Luísa Sonza - "Romance Proibido" — Kevin o Chris (com part. de Ferrugem) - "Será" — Lagum (com part. de Iza) - "Só Ficou o Cheiro" — Rael (com part. de Melim) - "Tangerina" — Tiago Iorc (com part. de Duda Beat) |
| Hit Global | Feat. Gringo |
| - "Rain on Me" — Lady Gaga (com part. de Ariana Grande) - "Blinding Lights" — The Weeknd - "Break My Heart" — Dua Lipa - "Circles" — Post Malone - "Everything I Wanted" — Billie Eilish - "I Love Me" — Demi Lovato - "Say So" — Doja Cat (com part. de Nicki Minaj) - "Watermelon Sugar" — Harry Styles                                                                            | - "Sour Candy" — Lady Gaga (com part. de Blackpink) - "I'm Ready" — Sam Smith (com part. de Demi Lovato) - "Rain on Me" — Lady Gaga (com part. de Ariana Grande) - "Savage" — Megan Thee Stallion (com part. de Beyoncé) - "Say So — Doja Cat (com part. de Nicki Minaj) - "Stuck with U" — Ariana Grande & Justin Bieber |
| Melhor Clipe feito em Casa | Hino de Karaokê em Casa |
| - "Depois da Quarentena" — Pocah - "De Novo" — Xamã - "Hoje Eu Quero Me Perder" — Lagum - "House Arrest" — Sofi Tukker & Gorgon City - "Mascaradinha" — Tati Zaqui e Thiaguinho MT - "O Amor É o Segredo" — Vitor Kley - "Todo Carinho" — Duda Beat - "Tô Presa em Casa" — MC Rebecca                                                                                                | - "Supera" — Marília Mendonça - "A Gente Fez Amor" — Gusttavo Lima - "Aí Eu Bebo" — Maiara & Maraisa - "Asas" — Luan Santana - "Mentira" — Felipe Araújo - "Na Cama Que Eu Paguei" — Wesley Safadão (com part. de Zé Neto & Cristiano) - "Tudo Aconteceu" — MC Du Black & Delacruz - "Tudo Ok" — Thiaguinho MT (com part. de Mila e JS O Mão de Ouro)                                                                                |
| Beat BR | Zika do Baile |
| - Djonga - Drik Barbosa - Emicida - Filipe Ret - Hungria Hip Hop - Matuê - Orochi - Xamã | - PK - Jottapê - Kevin o Chris - MC Du Black - MC Rebecca - MC Zaac - Pocah - Tati Zaqui |
| DJ Lanso a Braba | Fandom Real_Oficial |
| - Pedro Sampaio - Alok - Dennis DJ - DJ GBR - Papatinho - Rennan da Penha - Tropkillaz - WC no Beat | - "BTS Army" — BTS - "Anitters" — Anitta - "Blink" — Blackpink - "Harries" — Harry Styles - "Little Monsters" — Lady Gaga - "Loves" — Dua Lipa - "Ludmillers" — Ludmilla |
| Live das Lives #BREAKTHEINTERNET | Live Pra Tudo |
| - Ivete Sangalo - Alok - Caetano Veloso - Dennis DJ - Gilberto Gil - Luísa Sonza - Marília Mendonça - Sandy & Junior - Wesley Safadão | - Boca a Boca — Bianca Andrade - Chico Salgado - Fábio Porchat - No Estúdio com o Ex — Matheus Mazzafera - Teresa Cristina |
| Artista Musical | Falou Tudo |
| - Anitta - Anavitória - Emicida - Ludmilla - Luísa Sonza - Pabllo Vittar - Pedro Sampaio - Vitor Kley | - Gabi Oliveira com Felipe Neto e Yuri Marçal - Drauzio Varella - Emicida - Gabriela Prioli - Gregório Duvivier |
| Maratonei | Aposta MIAW |
| - Euphoria - Auto Posto - Brincando com Fogo - De Férias com o Ex Brasil - Élite - Hunters - The Handmaid's Tale | - Sidoka - Agnes Nunes - Audino Vilão - Gabi Oliveira (DePretas) - Hiran - Lucca Najar - Luccas Luccas - Nath Finanças |
| Melhor Participante de Reality | Ri Alto |
| - Rafa Vieira — De Férias com o Ex 6 - Babu Santana — BBB20 - Bifão — A Fazenda 11 - Matheus "Novinho" — De Férias com o Ex 6 - Scarlat Ciola — De Férias com o Ex 6 | - Bruna Louise - Fábio Porchat - Gregório Duvivier - Marcelo Adnet - Rafael Portugal - Thati Lopes - Thiago Ventura - Yuri Marçal |
| Imagina Juntos | Podcast Nosso de Cada dia |
| - Taís Araújo e Thelma Assis - Djamila Ribeiro e Linn da Quebrada - Drauzio Varella e Atila Iamarino - Fábio Porchat e Rafael Portugal - Sabrina Sato e Chico Salgado | - Não Ouvo - Angu de Grilo - Bom Dia, Obvious - Esquizofrenoias - Mamilos - NerdCast - Poucas - Um Milkshake Chamado Wanda - Creators Podcasts |
| Pet Influencer | Streamer BR |
| - "Lua" — Bianca Andrade - "Cerveja" — Gabi Prado - "Feijão" — Gui Araújo - "Marroninha" — Hugo Gloss - "Tibau" e "Tita" — Coelhanna | - Alanzoka - Anderson Silva - Camila Camilota Silveira - Gaules - YoDa |
| Creator Absurdo | Apepê do Ano |
| - Batom Atrevido - Cinthia Cruz - Gkay - Lucas Guedez - Luis Mariz - Maisa Silva - Mario Junior | - TikTok - Instagram - Twitch - Twitter - WhatsApp |
| Game do Ano | Meme de Quarentena |
| - The Last of Us Part II - Animal Crossing: New Horizons - Final Fantasy VII Remake - Fortnite Mobile - Ghost of Tsushima - Mario Kart Tour - PUBG - Temporada 14 - Valorant | - "Não sinto verdade em vc" - Cardi B gritando coronavírus - "Eu Sou Bandida" - Roi Letícia - Rotinas do Home Office |
| Challenge da Vez | Transforma MIAW |
| - Roi Letícia - Don't Start Now Challenge - Flip the Switch - I'm Just a Kid - Oh Nanana - Savage Challenge - Wipe It Down - #tudonosigilochallenge | - Linn da Quebrada "Todes Juntes" - Noca da Portela - Amanda Ferreira "Nenhuma a Menos" - CUFA |